# Síndrome del túnel carpiano
El síndrome del túnel carpiano es una neuropatía periférica que ocurre cuando el nervio mediano se comprime dentro del túnel carpiano, a nivel de la muñeca.
El nervio mediano es un nervio sensitivo motor. Conduce la sensibilidad de la cara palmar del pulgar, índice, mayor y mitad radial del anular así como la eminencia tenar en la palma. También inerva a los músculos intrínsecos de la mano fundamentalmente de la eminencia tenar.
El túnel carpiano, un pasadizo estrecho y rígido del ligamento y los huesos en la base de la mano, contiene los tendones y el nervio mediano. Está delimitado en su parte proximal por los huesos pisiforme, semilunar, piramidal y escafoides; y su parte distal por el trapecio, trapezoide, el grande y el ganchoso. El techo del túnel está formado por el ligamento denominado retináculo flexor. A través de este túnel discurren cuatro tendones del músculo flexor común superficial de los dedos de la mano, cuatro tendones del músculo flexor común profundo de los dedos de la mano y el tendón del músculo flexor largo del pulgar. Cualquier proceso que provoque ocupación del espacio (inflamación de alguno de estos tendones, presencia de líquido, etc.) provoca la disminución de espacio y el atrapamiento del nervio. Algunas veces, el engrosamiento de los tendones irritados u otras inflamaciones estrechan el túnel y hacen que se comprima el nervio mediano. El resultado puede ser dolor, debilidad o entumecimiento de la mano y la muñeca, irradiándose por todo el brazo. Aunque las sensaciones de dolor pueden indicar otras condiciones, el síndrome del túnel carpiano es de las neuropatías por compresión más comunes y ampliamente conocidas en las cuales se comprimen o se traumatizan los nervios periféricos del cuerpo. Normalmente, la presión dentro del túnel del carpo es de 7-8 mmHg, pero, en situaciones de patología, alcanza hasta 30 mmHg; a esta presión ya hay disfunción. Cuando la muñeca se flexiona o se extiende, la presión puede aumentar hasta 90 mmHg o más, lo que ocasiona isquemia en el vaso nervorum. Esto puede llevar a un ciclo vicioso, al aparecer edema vasogénico, aumentando más la presión intratúnel.

## Epidemiología
Es la neuropatía periférica de la mano por atrapamiento más frecuente, afectando hasta a un 90 % de la población general, con una mayor incidencia en mujeres entre las décadas cuarta y sexta de la vida. Constituye un lugar muy destacado en Salud Ocupacional. En Estados Unidos, la incidencia actual es del 0,1 %, y en la población trabajadora del 15 % al 20 % (CIB: Dr. Enrique Urrea, 2010).
Cuando el médico general o neuroanestesiólogo percibe en las radiografías el tendo ternio o comprometido (que se necesita operación), también se necesitan una gran experiencia para mantener la muñeca bien extendida.
Es característico que afecte a ambas manos, pero puede ser unilateral. Es predominante en mujeres y tiene una media de aparición a los 45,3 años de edad. Se da primero en la mano dominante. Su prevalencia es de 4-8 % en los individuos sobre los 55 años. Factores de riesgo más comunes son: pacientes con más de 40 años de edad, mujeres, obesos y diabéticos.

## Síntomas

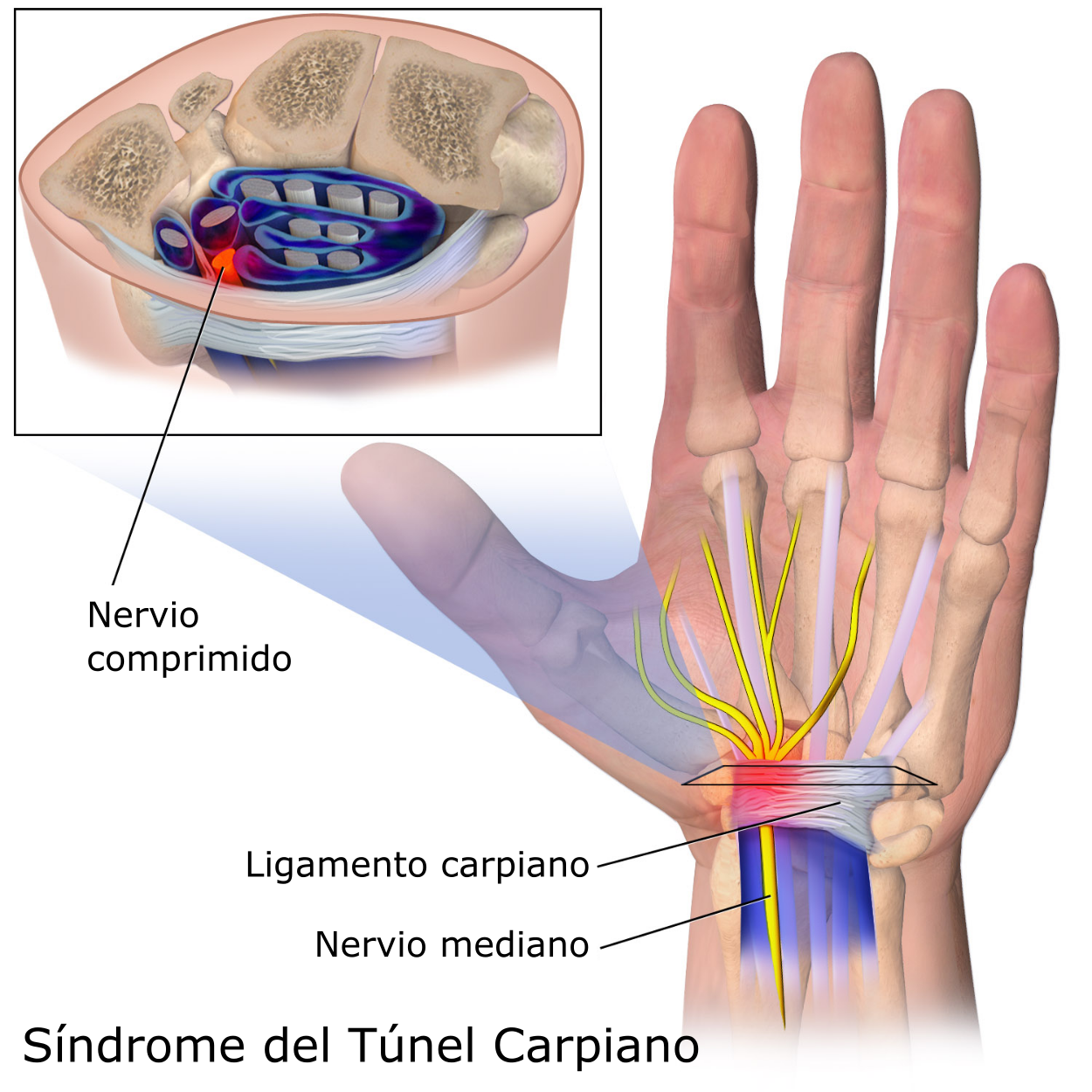
Diagrama del síndrome del túnel carpiano.

Los síntomas generalmente comienzan gradualmente (también pueden aparecer súbitamente en algunos casos) y se manifiestan con sensaciones de calor, calambre o entumecimiento en la palma de la mano y los dedos, especialmente del pulgar y de los dedos medio e índice. Algunos pacientes que padecen el síndrome del túnel carpiano dicen que sus dedos se sienten hinchados e inútiles, a pesar de no presentar una hinchazón aparente. Los síntomas a menudo aparecen primero en una o ambas manos durante la noche, con una sensación de adormecimiento de las puntas de los dedos, originada por dormir con las muñecas dobladas. Una persona con síndrome del túnel carpiano puede despertarse sintiendo la necesidad de «sacudir» la mano o la muñeca.
A medida que los síntomas se agravan, los pacientes comienzan a sentir el calambre durante el día. La disminución en el pulso de la mano puede dificultar cerrar el puño, agarrar objetos pequeños o realizar otras tareas manuales. En casos crónicos o sin tratamiento, los músculos de la base del pulgar pueden debilitarse o atrofiarse. Algunas personas no pueden distinguir el frío y el calor a través del tacto. A veces el dolor se manifiesta en la parte superior de la mano y muñeca. Otras veces, la muñeca y la mano se quedan dormidas. Los síntomas suelen aparecer en sujetos cuya ocupación laboral incluye la realización de movimientos repetitivos de la muñeca, lo que puede provocar inflamación ligamentosa y compresión nerviosa, aunque otras causas como fracturas o lesiones ocupantes de espacio también pueden estar en el origen de su desarrollo. La clínica aumenta con la actividad de la muñeca afectada (habitualmente la dominante) y puede remitir sacudiendo o masajeando la muñeca o elevando el miembro afectado (por mejora del retorno y descompresión).
Si progresa lo suficiente, el síndrome puede provocar atrofia de dicha musculatura (eminencia tenar) que limita de manera importante la funcionalidad de la mano afectada.

## Causas
Frecuentemente, el síndrome del túnel carpiano es el resultado de una combinación de factores que aumentan la presión en el nervio y los tendones medianos en el túnel carpiano, en lugar de ser un problema del nervio propiamente dicho. El trastorno se debe muy probablemente a una predisposición congénita: el túnel carpiano es simplemente más pequeño en algunas personas que en otras. Otros factores que contribuyen al diagnóstico incluyen traumatismos o lesiones en la muñeca que causan la hinchazón, tal como una torcedura o una fractura; hiperactividad de la glándula pituitaria; hipotiroidismo (baja función de la glándula tiroides); artritis reumatoide; problemas mecánicos en el empalme de la muñeca; estrés laboral; uso repetitivo de musculatura del antebrazo (mecánicos, informáticos, masajistas, dentistas, etc.); retención de líquido durante el embarazo o la menopausia, o el desarrollo de un quiste o de un tumor en el túnel carpiano. En algunos casos es imposible determinar las causas.
Existen pocos datos clínicos que confirmen que el realizar movimientos repetitivos y forzados con la mano y la muñeca en actividades laborales o de diversión puede causar el síndrome del túnel carpiano (aunque sí es cierto que hay un alto índice de afectados en trabajos manuales de esfuerzo). Los movimientos repetitivos que se realizan en el curso normal del trabajo u otras actividades diarias pueden dar lugar a trastornos de movimientos repetitivos tales como bursitis (inflamación de una bursa, pequeña bolsa que facilita el movimiento de los músculos y tendones sobre el hueso), tendinitis (inflamación de los tendones) y sobre todo un hipertono, falta de elasticidad y fluidez entre músculos y tendones.
Los puntos posibles de atrapamiento del nervio mediano, son:
- El retináculo flexor: una muñequera natural que recoge cúbito y radio en la diáfisis distal de los huesos, comprendiendo y limitando el espacio de todo el paquete blando (nervios, vasos, músculos, tendones, etc.).
- El pronador redondo: músculo plano, oblicuo que parte de la epitróclea, cruza hacia la epífisis radial hacia el borde. Ayuda a la pronación y la flexión del brazo. El nervio mediano circula pegado al hueso y pasa por debajo de la inserción musculotendinosa del pronador redondo.
- El coracobraquial, junto pectoral menor y el bíceps braquial porción corta, puede aprisionar el plexo braquial, y la salida del origen del nervio mediano (muy raro).

El calambre de escritor —una condición causada por una falta en la coordinación motriz, dolor y presión en los dedos, la muñeca o el antebrazo como consecuencia de una actividad repetitiva— no es un síntoma del síndrome del túnel carpiano.
En el año 2006, se aprobó el nuevo cuadro de enfermedades profesionales para España. En él se recogía que la profesión de camarero se encuentran entre las principales actividades capaces de producir esta dolencia.
También es conocida como una «enfermedad de guitarrista», ya que por el constante movimiento del brazo hasta la mano es muy posible que se provoque esta enfermedad.

## Exámenes diagnósticos
La semiología clínica es el arma diagnóstica de primera línea tanto para el médico general como para el traumatólogo. La clínica, así como la actividad laboral, son fuertemente sugestivas de esta patología, pero existen algunos signos clínicos y pruebas complementarias que confirman el diagnóstico. Entre los datos que orientan hacia la existencia de un síndrome del túnel del carpo se encuentran una serie de maniobras que deliberadamente disminuyen o aumentan el espacio de tránsito por dicho túnel, comprobando con ello si aumenta o disminuye la sintomatología:
- Signo de Phalen: con la flexión palmar de la muñeca a 90 grados durante un minuto se reduce el espacio de tránsito, desencadenándose parestesias en la mano estudiada cuando existe compromiso o estrechez previos del mismo.
- Signo de Tinel: se percute el ligamento anular de la muñeca con un martillo de reflejos. Si existe compromiso del canal se produce una sensación de calambre sobre los dedos segundo y tercero (inervados por el nervio mediano).
- Signo del círculo: cuando el paciente intenta oponer el primer dedo al segundo (ejecutando la figura de un círculo, o el signo internacional de OK) no es capaz de flexionar correctamente las falanges dibujando una "pinza" o "pico de pato", en lugar de un círculo.
- Signo de Durkan: el explorador presiona con el pulgar la cara palmar de la muñeca, en la zona situada entre las eminencias tenar e hipotenar (zona de mayor estrechamiento del canal), desencadenando los síntomas si existe estrechez del paso.[4]
- Signo de Pyse-Phillips: desaparición de las molestias con la elevación del miembro afectado.

Pero la prueba diagnóstica más sensible y específica y que confirma definitivamente la existencia de compresión del nervio es la electromiografía. Con esta prueba se establece la velocidad de conducción nerviosa del mediano, manifestándose como un retardo de la conducción nerviosa sensitiva y motora a su paso por el carpo.
Los signos de Phalen y Tinel son supremamente orientativos. En caso de dudas, la electromiografía (EMG) es obligada.

## Tratamiento

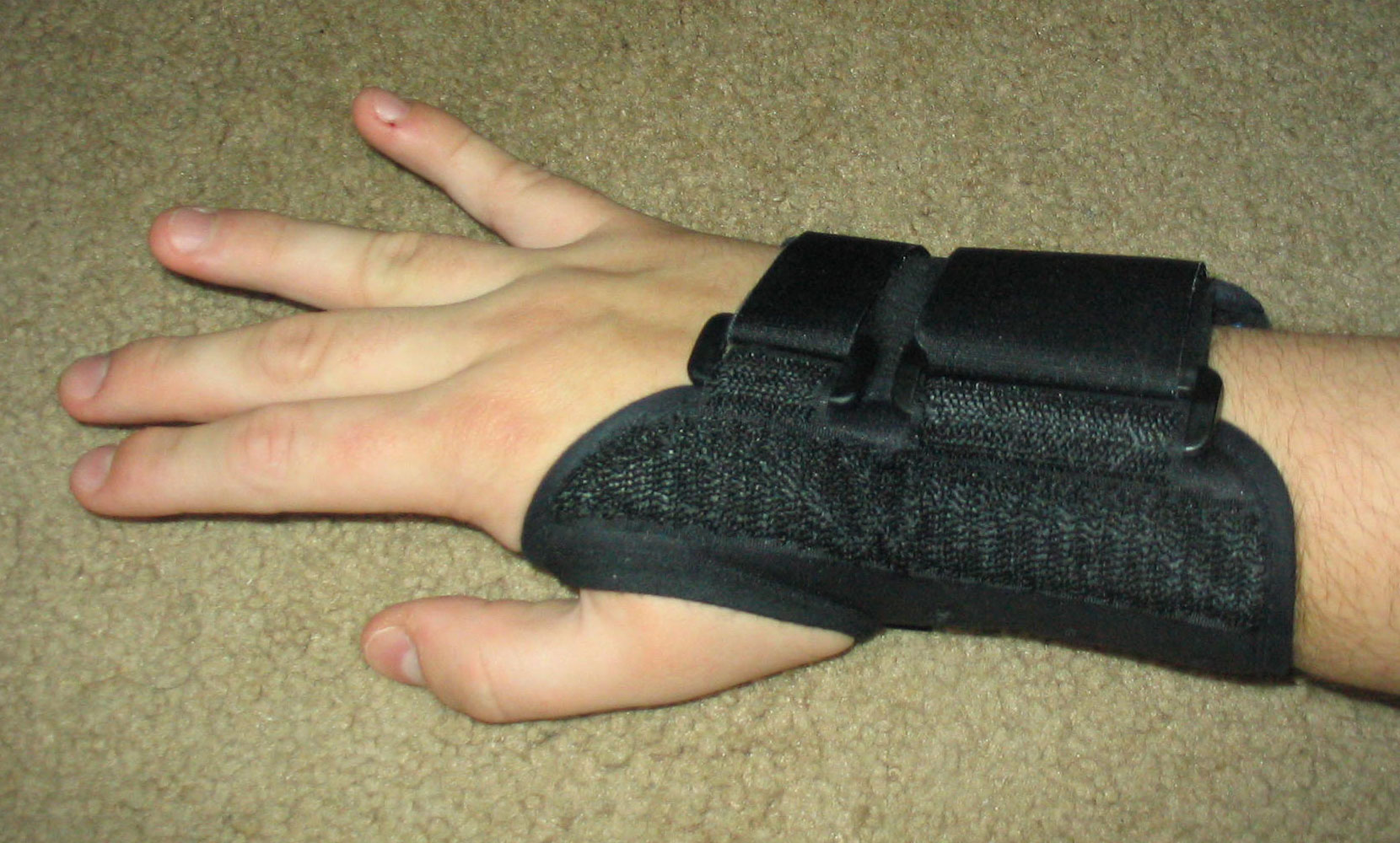
Inmovilización con férula de la región del carpo.

Si se trata de un túnel carpiano secundario a una causa conocida y tratable (diabetes, obesidad, artritis reumatoide, infecciones, hematomas, etcétera) deberá abordarse primero el tratamiento de la causa primaria.
En los casos en los que no existe una causa aparente o aquellos de origen funcional el tratamiento se basa en diferentes medidas. Por una parte la prevención, adoptando, en la medida de lo posible, hábitos de movimiento de la muñeca menos traumáticos o programando períodos alternativos de actividad-descanso. Si esto no es suficiente se inmoviliza la articulación de la muñeca con una férula de descarga y con antiinflamatorios que disminuyan la presión ejercida sobre el nervio mediano. Según las últimas revisiones de la Cochrane el uso de ortesis nocturna es más efectivo que el no tratamiento a corto plazo. Cuando es necesario se realiza incluso la infiltración local de antiinflamatorios (habitualmente esteroideos) apuntándose a esta técnica como una de las más eficaces en el tratamiento agudo del síndrome.
El tratamiento fisioterapéutico incluye el uso de CHC (compresas húmedas calientes), parafina. El tratamiento con movilizaciones y ejercicios no ha demostrado eficacia suficiente en comparación con otras intervenciones no quirúrgicas. En electroterapia es recomendado el uso de ultrasonido o láser, aunque las últimas revisiones científicas no han demostrado eficacia del US en el síndrome del túnel carpiano.
En casos más avanzados o resistentes a tratamiento conservador se propone tratamiento quirúrgico (cirugía), consistente en ampliar el espacio de tránsito del nervio, siendo este el tratamiento más eficaz a largo plazo.
Dentro de las opciones quirúrgicas existentes para la liberación del túnel carpiano mediante cirugía, dos son las más empleadas actualmente. Por un lado, la técnica clásica aboga por la liberación del ligamento transverso del carpo mediante cirugía abierta. Como alternativa, existe la opción de operar el síndrome del túnel del carpo gracias a incisiones milimétricas a través de cirugía artroscópica.

### Cambio de teclado

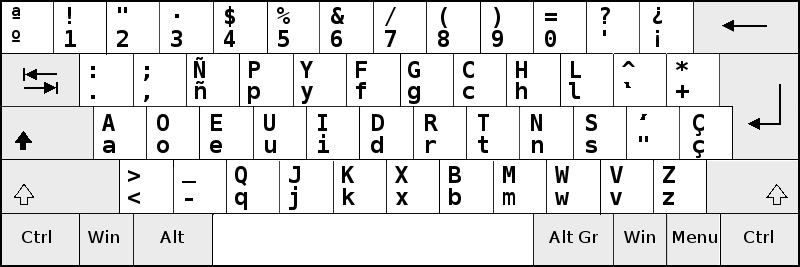
El teclado Dvorak español.

Cuando una de las causas del síndrome sea el uso de teclados, se recomienda el cambio al teclado Dvorak, que está disponible en todos los sistemas operativos. La distribución de las teclas está optimizada en el teclado Dvorak para que sea necesario menos movimiento de dedos para escribir el mismo texto. Con el uso de este teclado, muchos usuarios con trastornos de movimientos repetitivos o síndrome del túnel carpiano han declarado haber notado un alivio o la desaparición de las lesiones.

### Cambio de hábitos

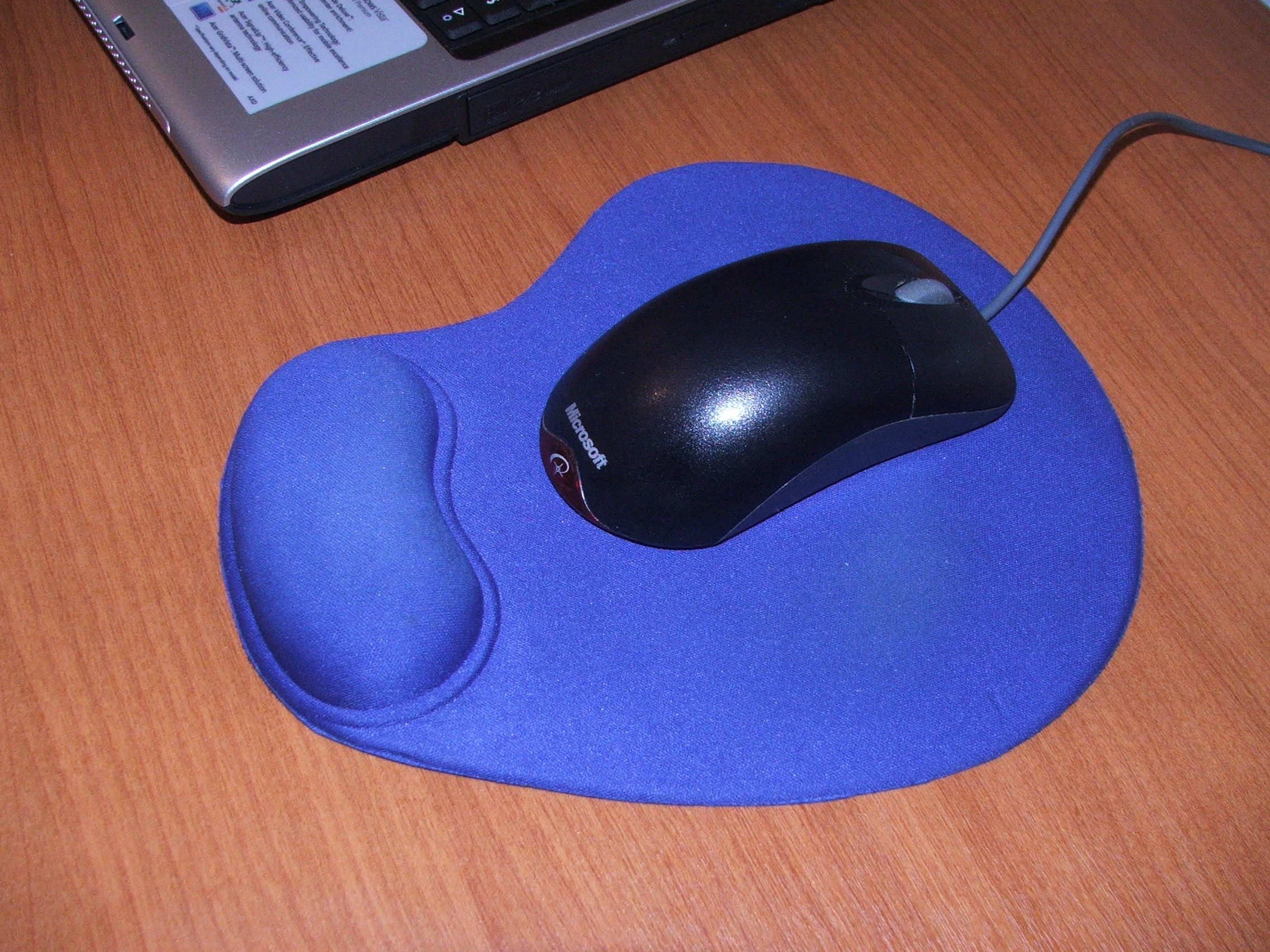
Almohadilla de ratón (mousepad) con descansador para muñeca, realizado con gelatina de silicona.

Además de cambiar por elementos ergonómicos, tanto el teclado, el ratón y la alfombrilla de ratón, incluyendo también la silla ergonómica para mantener una buena postura (para prevenir los problemas a largo plazo), se debe apoyar todo el antebrazo sobre el escritorio para utilizar el ratón (esta postura reduce la presión sobre la mano).